# Prinses Beatrix Lyceum
Het Prinses Beatrix Lyceum was een school en internaat in Flims (1939-1941) en in Glion (1941-1950).
Kinderen met astma of bloedarmoede werden vroeger vaak naar Zwitserland gestuurd omdat de berglucht beter voor hen was. 

## Flims
Het internaat in Flims werd net voor de oorlog opgericht. Een van de eerste leraren was Govert Johannes Hendrik von Meijenfeldt (1908-1978). In 1950 ging hij terug naar Nederland waar hij conrector van het Grotius College in Heerlen werd. Een van de eerst geslaagde leerlingen voor het Gymnasium A was in juli 1940 Pieter Fetter die een kwart eeuw later, met de naamgever van de school, Beatrix der Nederlanden, in het bestuur zat van de Europese Werkgroep. Na twee jaren verklaarden de Duitsers de school in Flims voor gesloten, maar de docenten verhuisden alles in zeven wagonladingen naar Glion.

## Glion
De school in Glion  werd vanaf juli 1941 gesubsidieerd en gecontroleerd door Gerrit Bolkestein, minister van Onderwijs in het kabinet-De Geer in Londen. In Glion werden geen salarissen meer uitbetaald, de leerkrachten kregen kost en inwoning en soms wat zakgeld. Vakanties bestonden uit wandeltochten door de bergen.
Leerlingen waren er nu niet meer om gezondheidsredenen. De meesten waren kinderen van gepensioneerde Nederlanders of van Engelandvaarders, of hun ouders waren vluchtelingen of van Joodse afkomst.  Conrector tot 1946 was Tamme Jan Albert Delhaas, die vanuit deze functie vrij naar Nederland kon reizen. Hij was deel van de Zwitserse Weg en heeft veel koeriers meegenomen.
In maart 1945 werden 60 kinderen uit Theresienstadt naar Glion overgebracht, na de oorlog bleek dat zij waren vrijgekocht door Amerikaanse joden. Een van die kinderen was Walter Wijnberg. Zijn vader Simon was leraar klassieke talen op het Rotterdamsch Lyceum geweest maar mocht als jood geen les meer geven. Een half jaar hadden ze in Huize De Biezen in Barneveld gezeten, eind september 1943 waren ze bij de laatste groep joden die op transport naar Kamp Westerbork zaten en een jaar later was het gezin in Theresiënstadt beland.
In 1947 werd een Indische Afdeling in Glion opgericht voor kinderen uit jappenkampen op Java en Sumatra. In 1948 werd Von Meijenfeldt leider van 60 kinderen van het internaat.
Intussen werd eind 1947 de subsidie aan de school gestopt. Freule Christine Wttewaall van Stoetwegen heeft nog geprobeerd dat te herstellen, maar in 1950 moest de school wegens geldgebrek sluiten.
In januari 2017 zijn de twee jubileumuitgaves van 'Amote' de voormalige schoolkrant, gemaakt ter gelegenheid van een reünie, overgedragen aan het Nationaal Onderwijsmuseum te Dordrecht. Dit museum heeft toegezegd de uitgaves te digitaliseren en beschikbaar te maken op de website www.onderwijserfgoed.nl . In deze uitgaves staat de complete geschiedenis van het PBL alsmede foto's en herinneringen.